# ۹۴۵ (خورشیدی)
۹۴۵ نهصد و چهل و پنجمین سال هجری خورشیدی است.

## درگذشتگان
- نامعلوم - کشته شدن سام میرزا صفوی، (زاده: ۸۹۶)، شاهزادهٔ هنرمند صفوی و پسرانش و پسران القاس میرزا در دژ قهقهه به دستور شاه تهماسب یکم. (برابر با ۹۷۴ قمری)